# Castelo Moil, Argyll and Bute
O Castelo Moil era um castelo perto de Campbeltown, Kintyre, na Escócia. Foi uma fortaleza do Clã Donald.